# Apple Pay
 Apple Pay je storitev mobilnega plačevanja in digitalne denarnice podjetja Apple Inc., ki uporabnikom omogoča plačevanje v trgovini, v aplikacijah na iOS in na spletu. Deluje na napravah iPhone, Apple Watch, iPad in Mac. Uporabnik z Apple Payom plačuje se kot z vsako brezstično kreditno ali debetno kartico na POS terminalu, ki omogoča brezstično plačevanje.  Apple Pay ne zahteva terminalov narejenih specifično za Apple Pay ampak deluje pri katerem koli trgovcu, ki sprejema brezkontaktna plačila. Storitev omogoča Apple napravam brezžično komunikacijo s POS terminali s pomočjo signalov NFC. Za varnejšo uporabo je plačilo potrebno potrditi s prstnim odtisom (Touch ID) ali skeniranjem obraza Face ID. Vse kartice so shranjene v aplikaciji Wallet, ki je že prednaložena na vsakem iPhonu.  

## Zgodovina
Storitev je bila napovedana na Appleovem dogodku 9. septembra 2014, na katerem so predstavili iPhone 6 in prvo serijo Apple Watch. Posodobitev programske opreme iOS 8.1, je omogočila uporabo Apple Pay na združljivih napravah. Podjetje je objavilo API za razvijalce aplikacij s katerim je mogoče vgraditi Apple Pay kot način plačevanja za naročila znotraj aplikacije.  

## Podprte države
| Datum             | Država                   |
| ----------------- | ------------------------ |
| Oktober 20, 2014  | ZDA                      |
| Julij 14, 2015    | Združeno kraljestvo      |
| November 17, 2015 | Kanada                   |
| November 19, 2015 | Avstralija               |
| Februar 18, 2016  | Kitajska                 |
| April 19, 2016    | Singapur                 |
| Julij 7, 2016     | Švica                    |
| Julij 19, 2016    | Francija                 |
| Julij 20, 2016    | Hongkong                 |
| Oktober 4, 2016   | Rusija                   |
| Oktober 13, 2016  | Nova Zelandija           |
| Oktober 25, 2016  | Japonska                 |
| December 1, 2016  | Španija                  |
| Marec 7, 2017     | Irska                    |
| Marec 7, 2017     | Guernsey                 |
| Marec 7, 2017     | Man                      |
| Marec 7, 2017     | Jersey                   |
| Marec 29, 2017    | Tajvan                   |
| Maj 17, 2017      | Italija                  |
| Maj 17, 2017      | San Marino               |
| Maj 17, 2017      | Vatikan                  |
| Oktober 24, 2017  | Švedska                  |
| Oktober 24, 2017  | Danska                   |
| Oktober 24, 2017  | Finska                   |
| Oktober 24, 2017  | Združeni arabski emirati |
| April 4, 2018     | Brazilija                |
| Maj 17, 2018      | Ukrajina                 |
| Junij 19, 2018    | Poljska                  |
| Junij 20, 2018    | Norveška                 |
| November 28, 2018 | Kazahstan                |
| November 28, 2018 | Belgija                  |
| December 11, 2018 | Nemčija                  |
| Februar 19, 2018  | Češka                    |
| Napovedano        | Slovaška                 |
| Napovedano        | Slovenija                |
| Napovedano        | Saudova Arabija          |

### Podprti sistemi
- Visa
- V pay
- Mastercard
- Maestro
- American Express
- Discover card v Združenih državah Amerike
- CB v Franciji
- Interac v Kanadi
- eftpos v Avstraliji
- China UnionPay
- Suica , iD, QUICPay na Japonskem
- SPTC v Šanghaju, Kitajska
- Yikatong , Pekinška tranzitna kartica